# Melodifestivalen 2024
Melodifestivalen 2024 fue la 64.ª edición del concurso de música sueco Melodifestivalen, que estuvo organizado por Sveriges Television (SVT) y que tuvo lugar durante un período de seis semanas entre el 3 de febrero y el 9 de marzo de 2024, presentado por Carina Berg. Los ganadores del concurso Marcus & Martinus,  representaron a Suecia en el Festival de la Canción de Eurovisión 2024, que se celebró en Malmö.

## Formato
En 2024 se celebrarán seis espectáculos semanales en seis ciudades suecas (a saber, Malmö, Gotemburgo, Växjö, Eskilstuna, Karlstad y Estocolmo). Carina Berg fue anunciada como presentadora del concurso el 12 de enero de 2023.
Los cambios en el formato se anunciaron el 29 de junio de 2023. Un total de 30 participantes participarán en la competición (dos más que en ediciones anteriores) en cinco eliminatorias. Cada serie consta de seis canciones, las dos mejores canciones se clasifican directamente para la final y las canciones en tercer y cuarto lugar pasan a una segunda vuelta al final de la quinta serie. Las dos mejores canciones en la segunda vuelta pasarán a la final, que estará compuesta por 12 canciones. Esta segunda vuelta reemplaza la semifinal, que a su vez reemplazó a la ronda de Segunda Oportunidad en 2022. Anders Wistbacka, director de proyecto del evento, anticipó el 12 de enero de 2024 que se implementarían varios cambios de formato adicionales.
Noruega, tras la decisión de la emisora NRK de permitir por segundo año consecutivo el uso de autotune en su final nacional, Melodi Grand Prix, llevó a la Unión Europea de Radiodifusión a declarar que dicho uso debe limitarse a fines artísticos en el concurso. Abordando el tema, Karin Gunnarson, productora y directora artística de Melodifestivalen, aclaró que no había planes para introducir una regla similar en el concurso sueco en el futuro inmediato.
| Espectáculo    | Fecha                 | Ciudad     | Evento                |
| -------------- | --------------------- | ---------- | --------------------- |
| Eliminatoria 1 | 3 de febrero de 2024  | Malmö      | Malmö Arena           |
| Eliminatoria 2 | 10 de febrero de 2024 | Gotemburgo | Scandinavium          |
| Eliminatoria 3 | 17 de febrero de 2024 | Växjö      | Vida Arena            |
| Eliminatoria 4 | 24 de febrero de 2024 | Eskilstuna | Arena deportiva Stiga |
| Eliminatoria 5 | 2 de marzo de 2024    | Karlstad   | Löfbergs Arena        |
| Final          | 9 de marzo de 2024    | Estocolmo  | Friends Arena         |

## Competencia

### Eliminatoria 1
La primera semifinal se celebró el 3 de febrero de 2024 en el Malmö Arena de Malmö. Los votos se emitieron utilizando 460.794 dispositivos, con un total de 250.707 SEK recaudadas para Radiohjälpen. A-Teens reunidos para actuar como acto de intervalo.
| N.º | Artista           | Canción               | Ronda 1         | Ronda 1         | Ronda 2 | Ronda 2 | Ronda 2  | Resultado  |
| N.º | Artista           | Canción               | Votos           | Posición        | Votos   | Puntos  | Posición | Resultado  |
| --- | ----------------- | --------------------- | --------------- | --------------- | ------- | ------- | -------- | ---------- |
| 1   | Adam Woods        | «Supernatural»        | Siguiente ronda | Siguiente ronda | -       | 66      | 3        | Repesca    |
| 2   | Samir y Viktor    | «Hela världen väntar» | Siguiente ronda | Siguiente ronda | -       | 57      | 4        | Eliminados |
| 3   | Melina Berglowe   | «Min Melodi»          | Siguiente ronda | Siguiente ronda | -       | 26      | 5        | Eliminada  |
| 4   | Elisa Lindström   | «Forever Yours»       | Siguiente ronda | Siguiente ronda | -       | 69      | 2        | Repesca    |
| 5   | Lisa Ajax         | «Awful Liar»          | Siguiente ronda | Siguiente ronda | -       | 86      | 1        | Finalista  |
| 6   | Smash Into Pieces | «Heroes Are Calling»  | -               | 1               | —       | —       | —        | Finalista  |

| Artista         | Canción                | Grupos de Edad | Grupos de Edad | Grupos de Edad | Grupos de Edad | Grupos de Edad | Grupos de Edad | Grupos de Edad | Grupos de Edad | Posición | Total |
| Artista         | Canción                | 3-9            | 10-15          | 16-29          | 30-44          | 45-59          | 60-74          | 75+            | Llamadas       | Posición | Total |
| --------------- | ---------------------- | -------------- | -------------- | -------------- | -------------- | -------------- | -------------- | -------------- | -------------- | -------- | ----- |
| Adam Woods      | «Supernatural»         | 12             | 10             | 10             | 10             | 8              | 8              | 5              | 3              | 3        | 66    |
| Samir y Viktor  | «Hella världen väntar» | 10             | 8              | 8              | 5              | 5              | 5              | 8              | 8              | 4        | 57    |
| Melina Berglowe | «Min Melodi»           | 3              | 3              | 3              | 3              | 3              | 3              | 3              | 5              | 5        | 26    |
| Elisa Lindström | «Forever Yours»        | 5              | 5              | 5              | 8              | 10             | 12             | 12             | 12             | 2        | 69    |
| Lisa Ajax       | «Awful Liar»           | 8              | 12             | 12             | 12             | 12             | 10             | 10             | 10             | 1        | 86    |

### Eliminatoria 2
La segunda semifinal se celebró el 10 de febrero de 2024 en el Scandinavium en Gotemburgo.
| N.º | Artista        | Canción                 | Ronda 1         | Ronda 1         | Ronda 2 | Ronda 2 | Ronda 2  | Resultado  |
| N.º | Artista        | Canción                 | Votos           | Posición        | Votos   | Puntos  | Posición | Resultado  |
| --- | -------------- | ----------------------- | --------------- | --------------- | ------- | ------- | -------- | ---------- |
| 1   | Maria Sur      | «When I'm Gone»         | Siguiente ronda | Siguiente ronda | -       | 94      | 1        | Finalista  |
| 2   | Engmans Kapell | «Norrland»              | Siguiente ronda | Siguiente ronda | -       | 38      | 5        | Eliminados |
| 3   | Dear Sara      | «The Silence After You» | Siguiente ronda | Siguiente ronda | -       | 61      | 2        | Repesca    |
| 4   | C-Joe          | «Ahumma»                | Siguiente ronda | Siguiente ronda | -       | 53      | 4        | Eliminado  |
| 5   | Liamoo         | «Dragon»                | -               | 1               | —       | —       | —        | Finalista  |
| 6   | Fröken Snusk   | «Unga & Fria»           | Siguiente ronda | Siguiente ronda | -       | 58      | 3        | Repesca    |

| Artista        | Canción                 | Grupos de Edad | Grupos de Edad | Grupos de Edad | Grupos de Edad | Grupos de Edad | Grupos de Edad | Grupos de Edad | Grupos de Edad | Posición | Total |
| Artista        | Canción                 | 3-9            | 10-15          | 16-29          | 30-44          | 45-59          | 60-74          | 75+            | Llamadas       | Posición | Total |
| -------------- | ----------------------- | -------------- | -------------- | -------------- | -------------- | -------------- | -------------- | -------------- | -------------- | -------- | ----- |
| Maria Sur      | «When I'm Gone»         | 12             | 12             | 10             | 12             | 12             | 12             | 12             | 12             | 1        | 94    |
| Engmans Kapell | «Norrland»              | 3              | 3              | 3              | 3              | 3              | 5              | 8              | 10             | 5        | 38    |
| Dear Sara      | «The Silence After You» | 5              | 5              | 5              | 8              | 10             | 10             | 10             | 8              | 2        | 61    |
| C-Joe          | «Ahumma»                | 8              | 8              | 8              | 5              | 8              | 8              | 5              | 3              | 4        | 53    |
| Fröken Snusk   | «Unga & Fria»           | 10             | 10             | 12             | 10             | 5              | 3              | 3              | 5              | 3        | 58    |

### Eliminatoria 3
La tercera semifinal se celebró el 17 de febrero de 2024 en el Vida Arena en Växjö.
| N.º | Artista            | Canción                         | Ronda 1         | Ronda 1         | Ronda 2 | Ronda 2 | Ronda 2  | Resultado |
| N.º | Artista            | Canción                         | Votos           | Posición        | Votos   | Puntos  | Posición | Resultado |
| --- | ------------------ | ------------------------------- | --------------- | --------------- | ------- | ------- | -------- | --------- |
| 1   | Jacqline           | «Effortless»                    | -               | 1               | -       | -       | -        | Finalista |
| 2   | Clara Klingerström | «Aldrig mer»                    | Siguiente ronda | Siguiente ronda | -       | 52      | 4        | Eliminada |
| 3   | Kim Cesarion       | «Take My Breath Away»           | Siguiente ronda | Siguiente ronda | -       | 45      | 5        | Eliminado |
| 4   | Klaudy             | «För dig»                       | Siguiente ronda | Siguiente ronda | -       | 59      | 2        | Repesca   |
| 5   | Gunilla Persson    | «I Won't Shake (La La Gunilla)» | Siguiente ronda | Siguiente ronda | -       | 56      | 3        | Repesca   |
| 6   | Cazzi Opeia        | «Give My Heart a Break»         | Siguiente ronda | Siguiente ronda | -       | 92      | 1        | Finalista |

| Artista            | Canción                         | Grupos de Edad | Grupos de Edad | Grupos de Edad | Grupos de Edad | Grupos de Edad | Grupos de Edad | Grupos de Edad | Grupos de Edad | Posición | Total |
| Artista            | Canción                         | 3-9            | 10-15          | 16-29          | 30-44          | 45-59          | 60-74          | 75+            | Llamadas       | Posición | Total |
| ------------------ | ------------------------------- | -------------- | -------------- | -------------- | -------------- | -------------- | -------------- | -------------- | -------------- | -------- | ----- |
| Clara Klingenström | «Aldrig mer»                    | 5              | 3              | 3              | 5              | 8              | 10             | 10             | 8              | 4        | 52    |
| Kim Cesarion       | «Norrland»                      | 10             | 8              | 5              | 8              | 5              | 3              | 3              | 3              | 5        | 45    |
| Klaudy             | «För dig»                       | 8              | 5              | 8              | 10             | 10             | 8              | 5              | 5              | 2        | 59    |
| Gunilla Persson    | «I Won't Shake (La La Gunilla)» | 3              | 12             | 12             | 3              | 3              | 5              | 8              | 10             | 3        | 56    |
| Cazzi Opeia        | «Give My Heart a Break»         | 12             | 10             | 10             | 12             | 12             | 12             | 12             | 12             | 1        | 92    |

### Eliminatoria 4
La cuarta eliminatoria se celebró el 24 de febrero de 2024 en el Stiga Sports Arena en Eskilstuna.
| N.º | Artista        | Canción                              | Ronda 1         | Ronda 1         | Ronda 2 | Ronda 2 | Ronda 2  | Resultado  |
| N.º | Artista        | Canción                              | Votos           | Posición        | Votos   | Puntos  | Posición | Resultado  |
| --- | -------------- | ------------------------------------ | --------------- | --------------- | ------- | ------- | -------- | ---------- |
| 1   | Albin Tingwall | «Done Getting Over You»              | Siguiente Ronda | Siguiente Ronda | -       | 63      | 2        | Repesca    |
| 2   | Lia Larsson    | «30 km/h»                            | Siguiente Ronda | Siguiente Ronda | -       | 49      | 4        | Eliminada  |
| 3   | Dotter         | «It's Not Easy to Write a Love Song» | Siguiente Ronda | Siguiente Ronda | -       | 84      | 1        | Finalista  |
| 4   | Scarlet        | «Circus X»                           | Siguiente Ronda | Siguiente Ronda | -       | 60      | 3        | Repesca    |
| 5   | Lasse Stefanz  | «En sång on sommaren»                | Siguiente Ronda | Siguiente Ronda | -       | 48      | 5        | Eliminados |
| 6   | Danny Saucedo  | «Happy That You Found Me»            | -               | 1               | -       | -       | -        | Finalista  |

| Artista        | Canción                              | Grupos de Edad | Grupos de Edad | Grupos de Edad | Grupos de Edad | Grupos de Edad | Grupos de Edad | Grupos de Edad | Grupos de Edad | Posición | Total |
| Artista        | Canción                              | 3-9            | 10-15          | 16-29          | 30-44          | 45-59          | 60-74          | 75+            | Llamadas       | Posición | Total |
| -------------- | ------------------------------------ | -------------- | -------------- | -------------- | -------------- | -------------- | -------------- | -------------- | -------------- | -------- | ----- |
| Albin Tingwall | «Done Getting Over You»              | 5              | 8              | 10             | 5              | 8              | 10             | 12             | 5              | 2        | 63    |
| Lia Larsson    | «30 km/h»                            | 12             | 10             | 3              | 8              | 5              | 3              | 5              | 3              | 4        | 49    |
| Dotter         | «It's Not Easy to Write a Love Song» | 8              | 12             | 12             | 10             | 12             | 12             | 10             | 8              | 1        | 84    |
| Scarlet        | «Circus X»                           | 10             | 10             | 5              | 12             | 10             | 5              | 3              | 10             | 3        | 60    |
| Lasse Stefanz  | En sång on sommaren                  | 3              | 3              | 8              | 3              | 3              | 8              | 8              | 12             | 5        | 48    |

### Eliminatoria 5
La quinta eliminatoria se celebró el 2 de marzo de 2024 en el Löfbergs Arena en Karlstad.
| N.º | Artista            | Canción            | Ronda 1         | Ronda 1         | Ronda 2 | Ronda 2 | Ronda 2  | Resultado  |
| N.º | Artista            | Canción            | Votos           | Posición        | Votos   | Puntos  | Posición | Resultado  |
| --- | ------------------ | ------------------ | --------------- | --------------- | ------- | ------- | -------- | ---------- |
| 1   | Marcus & Martinus  | «Unforgettable»    | -               | 1               | -       | -       | -        | Finalistas |
| 2   | Chelsea Muco       | «Controlla»        | Siguiente Ronda | Siguiente Ronda | -       | 42      | 4        | Eliminada  |
| 3   | Jay Smith          | «Back to My Roots» | Siguiente Ronda | Siguiente Ronda | -       | 73      | 3        | Repesca    |
| 4   | Elecktra           | «Banne maj»        | Siguiente Ronda | Siguiente Ronda | -       | 28      | 5        | Eliminada  |
| 5   | Annika Wickihalder | «Light»            | Siguiente Ronda | Siguiente Ronda | -       | 79      | 2        | Repesca    |
| 6   | Medina             | «Que Sera»         | Siguiente Ronda | Siguiente Ronda | -       | 82      | 1        | Finalistas |

#### Repesca
Al final de la quinta eliminatoria, se celebrará una segunda votación entre las canciones clasificadas en tercera y cuarta posición de cada eliminatoria. Las dos canciones más votadas se clasificarán para la final; para esta votación no se utilizará el sistema de grupos de edad. Los resultados de las eliminatorias también formarán parte del resultado final de la repesca.
| N.º | Artista            | Canción                         | Eliminatoria | Eliminatoria | Repesca | Repesca | Total | Total  | Posición | Resultado  |
| N.º | Artista            | Canción                         | Votos        | Puntos       | Votos   | Puntos  | Votos | Puntos | Posición | Resultado  |
| --- | ------------------ | ------------------------------- | ------------ | ------------ | ------- | ------- | ----- | ------ | -------- | ---------- |
| 11  | Elisa Lindström    | «Forever Yours»                 |              | 84           |         | 58      |       | 142    | 10       | Eliminada  |
| 12  | Adam Woods         | «Supernatural»                  |              | 106          |         | 83      |       | 189    | 6        | Eliminado  |
| 13  | Dear Sara          | «The Silence After You»         |              | 103          |         | 66      |       | 169    | 8        | Eliminada  |
| 14  | Fröken Snusk       | «Unga & fria»                   |              | 111          |         | 124     |       | 235    | 3        | Eliminada  |
| 15  | Klaudy             | «För dig»                       |              | 86           |         | 78      |       | 164    | 9        | Eliminado  |
| 16  | Gunilla Persson    | «I Won't Shake (La La Gunilla)» |              | 101          |         | 113     |       | 214    | 5        | Eliminada  |
| 17  | Albin Tingwall     | «Done Getting Over You»         |              | 96           |         | 89      |       | 185    | 7        | Eliminado  |
| 18  | Scarlet            | «Circus X»                      |              | 100          |         | 122     |       | 222    | 4        | Eliminados |
| 19  | Jay Smith          | «Back To My Roots»              |              | 106          |         | 129     |       | 235    | 2        | Finalista  |
| 20  | Annika Wickihalder | «Light»                         |              | 107          |         | 138     |       | 245    | 1        | Finalista  |

### Final
La final se celebrará el 9 de marzo de 2024 en el Friends Arena de Estocolmo.
| 1  | Maria Sur          | "When I'm Gone"                      |
| 2  | Jay Smith          | "Back to My Roots"                   |
| 3  | Lisa Ajax          | "Awful Liar"                         |
| 4  | Smash Into Pieces  | "Heroes Are Calling"                 |
| 5  | Cazzi Opeia        | "Give My Heart a Break"              |
| 6  | Annika Wickihalder | "Light"                              |
| 7  | Marcus & Martinus  | "Unforgettable"                      |
| 8  | Dotter             | "It's Not Easy to Write a Love Song" |
| 9  | Medina             | "Que Sera"                           |
| 10 | Liamoo             | "Dragon"                             |
| 11 | Jacqline           | "Effortless"                         |
| 12 | Danny Saucedo      | "Happy That You Found Me"            |

## Audiencias
| Gala           | Fecha de emisión      | Espectadores | Espectadores          | Espectadores | Ref.   |
| Gala           | Fecha de emisión      | Espectadores | Cuota de pantalla (%) | Online       | Ref.   |
| -------------- | --------------------- | ------------ | --------------------- | ------------ | ------ |
| Eliminatoria 1 | 3 de febrero de 2024  | 2.771.000    | 80,82%                | 376.415      | [ 17 ] |
| Eliminatoria 2 | 10 de febrero de 2024 | 2.754.000    | 76,71%                | 363.292      | [ 18 ] |
| Eliminatoria 3 | 17 de febrero de 2024 | 2.638.000    | 73,60%                | 434.123      | [ 19 ] |
| Eliminatoria 4 | 24 de febrero de 2024 | 2.646.000    | 79,55%                | 398.460      | [ 20 ] |
| Eliminatoria 5 | 2 de marzo de 2024    | 2.583.000    | 76,00%                |              | [ 21 ] |
| Final          | 9 de marzo de 2024    |              |                       |              |        |